# 1922年緬甸議會選舉
緬甸於1922年12月21日舉行過一次選舉。是次選舉係緬甸歷史上第一次立法局選舉。

## 選舉系統
計劃在是次選舉後產生的新一屆緬甸立法局共有130個議席。其中，有80個議席是經由選舉產生，有50個議席是由英國當局委派。18歲以上的公民只要符合特定要求，便享有投票權。44個選區中的選民投票權的有無是根據納稅與否而定的——在上緬甸，居民必須要繳納戶稅才可以有投票權，而在下緬甸，當地居民只有在繳付的人頭稅稅率達到已婚人士繳交的人頭稅稅率時才有權投票。這一要求變相地剝奪了大部分農民的投票權。在8個城市及城區選區，上述要求同樣適用於地方選舉。按照此規定，緬甸1200萬居民僅有180萬人有資格投票。撣邦及部分邊境地區沒有進行這次選舉。另外，立法局爲克倫族人、歐洲人和歐亞裔人士設置了專門的議席。
候選人的年齡必須在25歲以上。

## 選戰
緬甸激進民族主義者和溫和派在這次選舉中展開了較量。民族主義者們在選舉綱領中提出要讓緬甸從英屬印度脫離並實現自治，而溫和派只是希望從內部對體制進行改革。儘管緬甸人民團體總會（General Council of Burmese Associations）呼籲緬甸人民杯葛選舉，但由其一派組成的二十一黨（21 Party）仍然參加了選舉。
這次選舉的候選人被指向英國當局出賣利益，部分選民受到了民族主義僧侶和呼籲杯葛選舉的活動家的威脅。在80個議席中，有24名候選人因無對手而自動當選，剩下的56席則有162名候選人角逐。

## 結果
由巴佩（Ba Pe）領導的二十一黨在是次選舉中贏得了28席，成爲緬甸立法局第一大黨。仰光地區有三個屬於溫和派的候選人和一個屬於激進派的候選人當選。是次選舉投票率很低，僅有6.9%。

## 餘波
二十一黨黨魁巴佩拒絕與由英國人組成的金山谷黨組成執政聯盟。因此，金山谷黨的黨首約·奧·貌基（J.A. Maung Gyi）獨自組成了政府。